# Désert de Sîn
Pour les articles homonymes, voir Sin.
Le désert de Sîn (en hébreu : מִדְבַּר סִין?) est une région mentionnée dans l'Ancien Testament, située entre Elim (en) (sur la côte de la Mer Rouge) et le mont Sinaï.
Sîn est un terme non traduisible qui pourrait signifier Lune. Les érudits bibliques soupçonnent que Sin pourrait faire référence à la divinité lunaire sémitique Sîn,,, qui était largement vénérée dans toute la périphérie de l'Arabie préislamique, à l'est et en Mésopotamie.